# 25257 Elizmakarron
25257 Elizmakarron (tên chỉ định: 1998 UF42) là một tiểu hành tinh vành đai chính. Nó được phát hiện bởi dự án Nghiên cứu tiểu hành tinh gần Trái Đất Lincoln ở Socorro, New Mexico, ngày 28 tháng 10 năm 1998. Nó được đặt theo tên Elizabeth Marie Karron, an American student và finalist in the 2008 Society for Science & the Public middle school science competition.